# 九龍巴士299X線
九龍巴士299X線是香港新界的一條巴士路線，來往沙田市中心及西貢，由九巴營辦。本線由299線更改編號及走線而成，於亞公角街富安花園及帝琴灣之間取道馬鞍山繞道，而不途經馬鞍山市中心一帶，是西貢郊區及十四鄉（屬大埔區西貢北約）首條特快路線，亦為沙田區兩條直接前往西貢市之巴士路線之一（另一條為99線）。

## 路線歷史
西貢往返沙田區的路線，一直以本線前身299線和99線互相扶持，當時由於99線由泥涌延長後亦只到達烏溪沙站，使299線需要繼續承擔西貢往返馬鞍山市中心及沙田的客量。於2004年落成的馬鞍山繞道，建成後令西沙兩地的交通網絡更為便捷，令車輛不用再途經馬鞍山市中心往返西貢及沙田，但一直沒有專利巴士途經全段，九巴及運輸署於是在2013-2014年度沙田區巴士路線發展計劃提出重整299線位於馬鞍山的服務，299線改為取道馬鞍山繞道來往西貢至馬鞍山路以及沙田市中心一帶，不入馬鞍山新市鎮，使乘客更便捷地來往沙田市中心及西貢。路線編號亦相應改為299X。
至於原有299線來往西貢及馬鞍山一帶的服務，則建議由99線延長至恆安及增設雙向分段收費取代。同時亦考慮到福民路一帶的塞車問題，此線取道惠民路往返西貢，不停靠木棉山、沙角尾及西貢警署的原299線巴士站。
最終299線於2014年1月11日起正式改稱299X，是首條途經馬鞍山繞道全段的全日專利巴士路線，同時亦繼承該線，成為編號最大的九巴全日非過海路線。
- 2014年1月11日：前身299線來回程改經馬鞍山繞道及惠民路，不再途經普通道、烏溪沙、馬鞍山市中心及恆安一帶，編號改稱299X。[6][7]
- 2014年1月13日：新增由富安花園往沙田市中心的分段收費。[8]
  - 此分段收費乃應區議員要求而在落實開辦路線後追加，由於八達通系統更新需時，未能趕及於開線時同時實行，所以於1月11日路線投入服務至1月12日期間出現「空檔期」。在「空檔期」兩日期間，於富安花園、亞公角、沙田醫院站登車往沙田並以八達通卡繳費者會被多收車資，九巴建議有關乘客聯絡該公司[9]安排退回$1.1差額。[10]
- 2014年11月8日：新增與99線的八達通轉乘優惠，同時逢星期一至五（公眾假期除外）07:00前由西貢開出的班次，將改經沙角尾及木棉山分站[11]。
- 2015年6月27日：增設到站時間預報。[12]
- 2015年7月6日：來回程增設惠民路美德街巴士站，同日起調整班次[13]。
- 2016年1月24日：成為全低地台路線。

## 服務時間及班次
| 沙田市中心開     | 沙田市中心開 | 沙田市中心開 | 西貢開           | 西貢開      | 西貢開       |
| 日期             | 服務時間     | 班次（分鐘） | 日期             | 服務時間    | 班次（分鐘） |
| ---------------- | ------------ | ------------ | ---------------- | ----------- | ------------ |
| 星期一至五       | 06:00-00:00  | 20           | 星期一至五       | 06:15-06:45 | 15           |
|                  |              |              | 星期一至五       | 07:05       |              |
| 07:20-17:00      | 20           |              | 星期一至五       |             |              |
| 17:00-18:00      | 15           |              | 星期一至五       |             |              |
| 18:00-00:00      | 20           |              | 星期一至五       |             |              |
| 星期六           | 06:00-11:00  | 20           | 星期六           | 06:15-12:15 | 20           |
| 星期六           | 11:00-19:00  | 15           | 星期六           | 12:15-19:00 | 15           |
| 星期六           | 19:00-00:00  | 20           | 星期六           | 19:00-00:00 | 20           |
| 星期日及公眾假期 | 06:00-08:00  | 15           | 星期日及公眾假期 | 06:15-12:00 | 15           |
| 星期日及公眾假期 | 08:00-18:00  | 12           | 星期日及公眾假期 | 12:00-17:00 | 12           |
| 星期日及公眾假期 | 18:00-20:00  | 15           | 星期日及公眾假期 | 17:00-18:00 | 10           |
| 星期日及公眾假期 | 20:00-00:00  | 20           | 星期日及公眾假期 | 18:00-19:00 | 12           |
|                  |              |              | 星期日及公眾假期 | 19:00-22:00 | 15           |
| 22:00-00:00      | 20           |              | 星期日及公眾假期 |             |              |

## 收費
全程：$11.7
- 濱景花園往西貢／企嶺下老圍往沙田市中心：$9.8
- 泥涌往西貢：$5.7
- 大環往西貢：$4.9
- 富安花園往沙田市中心：$8.4
- 新界鄉議局大樓往沙田市中心：$4.6

| - 本線設有12歲以下小童及65歲或以上長者半價優惠。 - 65歲或以上香港居民使用「樂悠咭」，以及12歲以下合資格殘疾兒童使用「殘疾人士身份」個人八達通繳付車資，均可享有每程$2.0或半價（以較低者為準）的票價優惠；12至64歲合資格殘疾人士使用「殘疾人士身份」個人八達通（包括「樂悠咭」），以及60至64歲香港居民使用「樂悠咭」繳付車資，均可享有每程$2.0或全費（以較低者為準）的票價優惠。 - 65歲或以上長者如使用長者或一般個人八達通繳付車資，則只可享有半價優惠；12至64歲合資格殘疾人士如不使用「殘疾人士身份」個人八達通，以及60至64歲人士如不使用「樂悠咭」繳付車資，必須繳付全費。 - 乘客可以現金或八達通於上車時付款，不設找續。 - 每位成人乘客可免費攜帶最多兩名4歲以下而不佔座位的兒童乘客乘車，超額之4歲以下小童必須繳付小童車費乘車。 - 持有「九巴月票」之乘客在車票有效期內，每日可享最多10程任何九龍巴士及龍運巴士路線（包括本路線，以及聯營路線的九龍巴士／龍運巴士提供的班次；惟乘搭機場「A」及「NA」線則可享原價二七折優惠（不會計算每天10次合資格車程））；而B1線則每日可享最多各2程（不會計算每天10次合資格車程）。 - 九龍巴士、城巴、龍運巴士及陽光巴士全職員工及家屬（不包括外判職員）可免費乘搭本路線，惟必須拍職員或職員家屬八達通。 - 乘客亦可透過多元化電子支付系統（e度嘟）繳付車資，包括使用非接觸式VISA卡、JCB卡、萬事達卡、銀聯卡、美國運通、大來國際、Discover Card、Apple Pay、Google Pay、Samsung Pay、AlipayHK「易乘碼」、支付寶、WeChatHK／微信支付「搭車碼」、銀聯雲閃付「乘車碼」及BOC Pay「乘車碼」。乘客使用此付款方式，使用此支付方式的乘客可享有中途下車之分段收費，以及與其他九巴／龍運獨營路線或聯營線九巴／龍運班次之轉乘優惠，惟不適用於與非九巴／龍運路線之轉乘優惠，亦不能享有「公共交通費用補貼計劃」及「長者及合資格殘疾人士公共交通票價優惠計劃」。 |

### 八達通轉乘優惠
乘客登上本線後150分鐘內以同一張八達通卡轉乘以下路線，或從以下路線登車後150分鐘內以同一張八達通卡轉乘本線，次程可獲車資折扣優惠：
299X←→40X、43X、81C、82X、84M、85K、85X、86C、86K、87D、89C、286C
- 299X往沙田市中心 → 40X、43X、81C、82X、84M、85K、85X、86C、86K、87D、89C、286C往沙田市中心／荃葵青／九龍，次程可獲$4.2折扣優惠
- 40X、43X、81C、82X、84M、85K、85X、86C、86K、87D、89C、286C往石門／馬鞍山方向 → 299X往西貢，次程可獲$4.2折扣優惠
- 299X往西貢 → 40X、43X、81C、84M、85K、85X、86C、86K、87D、89C、286C往石門／馬鞍山，次程在轉車站的車資減首程全程車資的正差額
- 40X、43X、81C、82X、84M、85K、85X、86C、86K、87D、89C、286C往沙田市中心／荃葵青／九龍 → 299X往沙田市中心，次程在轉車站的車資減首程全程車資的正差額

299X←→284
- 299X往沙田市中心→284往沙田市中心，次程免費
- 284往濱景花園→299X往西貢，次程在轉車站的車資減首程全程車資的正差額

299X←→81K、83K/83S、88K、283，次程可獲$4.2折扣優惠
- 299X往沙田市中心 → 81K任何方向、83K/83S往黃泥頭、88K任何方向、283往美松苑、285往駿洋邨或288往水泉澳
- 40X往烏溪沙站、81K任何方向、83K/83S往沙田市中心、88K任何方向或283/285/288往沙田市中心 → 299X往西貢

299X←→99
- 299X往西貢 → 99往西貢，次程車資全免
- 99往恆安 → 299X往沙田市中心，回贈首程車資

299X←→A41P，次程可獲$1折扣優惠
- 299X往沙田市中心 → A41P往機場
- A41P往烏溪沙站 → 299X往西貢

## 使用車輛
受制於西沙路及西貢半島的路況，只許轉向較佳的車輛行走，因此開線初期主要派出不長於11.3米的雙層巴士行走，2016年底經測試後逐步放寬至容許12米車輛行走。
| 車隊編號 | 車牌   |
| -------- | ------ |
| ATENU31  | SC5070 |
| ATENU35  | SC6295 |
| ATENU48  | SD4778 |
| ATENU159 | SJ251  |
| ATENU161 | SJ227  |
| ATENU230 | SL4251 |
| ATENU272 | SP8738 |
| ATENU353 | TB864  |

## 行車路線

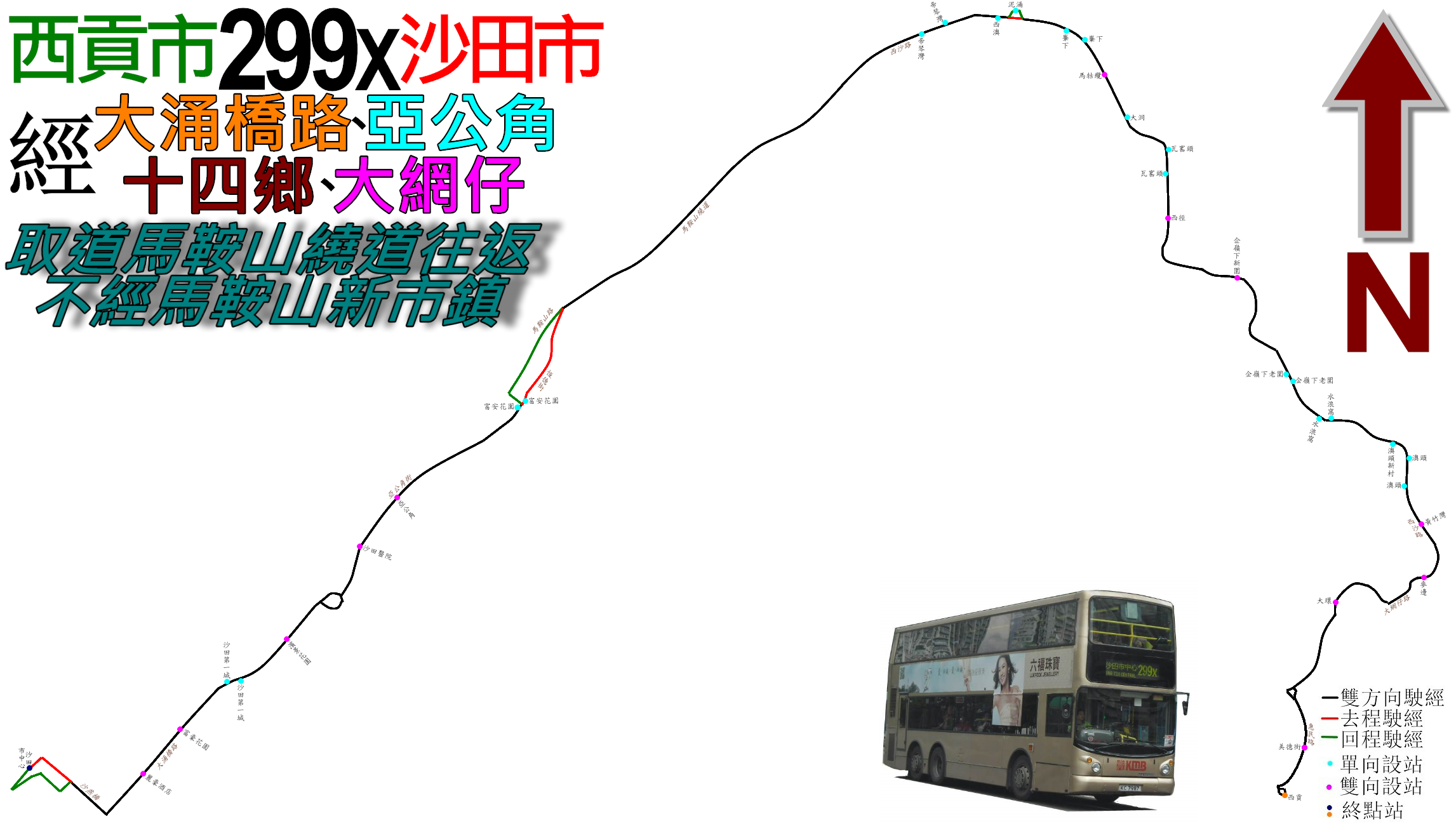
本線的走線圖

沙田市中心開經：沙田正街、橫壆街、源禾路、沙田鄉事會路、大涌橋路、石門交匯處、亞公角街、恆信街、馬鞍山路、馬鞍山繞道、西沙路、大網仔路、惠民路及福民路。
西貢開經：惠民路、（福民路、普通道）大網仔路、西沙路、馬鞍山繞道、馬鞍山路、恆德街、亞公角街、石門交匯處、大涌橋路及沙田鄉事會路。
括號內之路段祇限星期一至五（公眾假期除外）07:00前由西貢開出的班次駛經
具體停站請參考資訊框。

## 外部連結
- 九巴299X線